# Naturschutzgebiet Feuchtgebiet Vlassrath
Koordinaten: 51° 27′ 39″ N, 6° 17′ 55″ O
Das Naturschutzgebiet Feuchtgebiet Vlassrath liegt auf dem Gebiet der Stadt Straelen im Kreis Kleve in Nordrhein-Westfalen.
Das Gebiet erstreckt sich nordöstlich der Kernstadt Straelen und südwestlich von Niersbroek. Am östlichen Rand des Gebietes fließt die Niers, südwestlich verläuft die Kreisstraße K 42 und westlich die B 58. Unweit östlich liegt das Haus Vlassrath, das – seltener – auch Burg Vlassrath genannt wird.

## Bedeutung
Für Straelen ist seit 1993 ein rund 21,0 ha großes Gebiet unter der Kenn-Nummer KLE-040 als Naturschutzgebiet ausgewiesen. 